# Benjamin W. S. Lum
Benjamin W. S. Lum (* 9. Mai 1953 in Hawaiʻi; † 1. Januar 2002 in Los Angeles) war ein US-amerikanischer Filmschauspieler.
Lum, dessen Vorfahren hawaiische Ureinwohner waren, starb 2002 an Krebs.

## Filmografie (Auswahl)

### Serien
- 1985: MacGyver (eine Episode)
- 1987: Raumschiff Enterprise: Das nächste Jahrhundert (Star Trek: The Next Generation, eine Episode)
- 1990;1993: Seinfeld (zwei Episoden)
- 1993: New York Cops – NYPD Blue (NYPD Blue, eine Episode)
- 1995: Eine schrecklich nette Familie (Married with Children, zwei Episoden)
- 1998: Die Nanny (The Nanny, eine Episode)
- 1999: Emergency Room – Die Notaufnahme (ER, eine Episode)

### Spielfilme
- 1987: Nachtakademie (The Underachievers)
- 1990: Und wieder 48 Stunden (Another 48 Hrs.)
- 1998: Schatten eines Zweifels (Shadow of Doubt)
- 2001: Out of Time – Der tödliche Auftrag (Firetrap)